# Командное чемпионство мира ROH
Командное чемпионство мира ROH (англ. ROH World Tag Team Championship) — это чемпионство мира по рестлингу среди команд, разыгрываемый в американском рестлинг-промоушене Ring of Honor (ROH).

## История
Командное чемпионство ROH было представлено на шоу Unscripted 21 сентября 2002 года, где ROH провела турнир для определения первых чемпионов. В то время у ROH не было поясов, и вместо них победителям турнира Кристоферу Дэниелсу и Доновану Моргану был вручен трофей.
Титул стал называться командным чемпионством мира ROH после того, как тогдашние чемпионы Остин Эйрис и Родерик Стронг победили Наруки Дои и Масато Ёсино 9 июля 2006 года во время тура по Японии с Dragon Gate и Pro Wrestling Noah. С тех пор титул также защищался в Великобритании.
С момента своего появления в 2002 году титульные пояса были изменены в 2003, 2005, 2010, 2012 и 2018 годах. 1 апреля 2022 года на Supercard of Honor XV в качестве официальных поясов вернулись пояса образца 2005 года.